# Calgary Broncos
Calgary Broncos byl profesionální kanadský klub ledního hokeje, který sídlil v Calgary v provincii Alberta. Měl být součástí nově založené ligy World Hockey Association.

## Historie
Klub byl založen 1. listopadu 1971, jeho majitelem byl Bob Brownridge. Tým byl přijat do nově vzniklé ligy World Hockey Association a zúčastnil se draftu, tehdy si vybral - Barry Gibbse, Jima Harrisona, Dale Hogansona a Jacka Norrise. Před startem soutěže zemřel majitel Brownridge, to mělo za následek přestěhování do Ohia, nově vznikl klub Cleveland Crusaders, který převzal práva k účasti WHA.
Broncos byl založen v Alberta, kde měl sloužit především k rivalitě s Edmonton Oilers. Poté, co tým přesídlil, se Edmonton Oilers přejmenoval na Alberta Oilers se záměrem rozdělení jejich domácích zápasů mezi Calgary a Edmonton. Oilers nakonec neodehráli žádný domácí zápas v Calgary. Po prvním roce se vrátili k tradičnímu názvu Edmonton Oilers.